# Micigliano
Micigliano ist eine der kleinsten Gemeinden mit nur 112 Einwohnern (Stand 31. Dezember 2023) in der Provinz Rieti in der italienischen Region Latium.

## Geographie

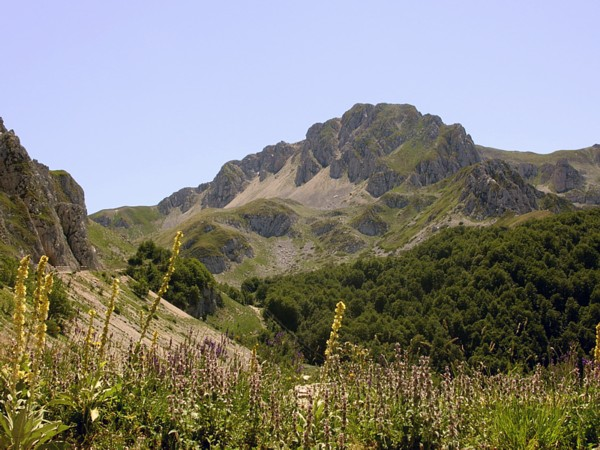
Monte Terminillo

Micigliano liegt 106 km nordöstlich von Rom und 31 km östlich von Rieti in den Bergen der Reatinischen Abruzzen. Das Gemeindegebiet erreicht im Monte Terminillo, mit 2217 m s.l.m. die höchste Erhebung. Micigliano ist Mitglied der Comunità Montana del Velino.
Die Gemeinde befindet sich in der Erdbebenzone 1 (stark gefährdet). Zur Gemeindegebiet gehören das Wintersportzentrum Terminillo und der Weiler San Quirico.
Die Nachbargemeinden sind Antrodoco, Borbona, Borgo Velino, Cantalice, Castel Sant’Angelo, Cittaducale, Leonessa, Posta und Rieti.

## Verkehr
Der Ortsteil San Quirico liegt an der strada statale 4 Via Salaria (SS 4), die von Rom über Rieti an die Adriaküste führt.

## Bevölkerungsentwicklung
| Jahr      | 1861 | 1881 | 1901 | 1921 | 1936 | 1951 | 1971 | 1991 | 2001 |
| --------- | ---- | ---- | ---- | ---- | ---- | ---- | ---- | ---- | ---- |
| Einwohner | 757  | 776  | 914  | 808  | 686  | 604  | 295  | 149  | 140  |

Quelle: ISTAT

## Politik
Emiliano Salvati (Lista Civica: Per Micigliano) wurde am 26. Mai 2019 zum Bürgermeister gewählt.

## Sehenswürdigkeiten
- Die kleine Abtei Santi Quirico e Giulitta etwas südlich des Ortes lag jahrelang in verwahrlostem Zustand. Erst gegen 2010 wurde sie restauriert und in einen ansehnlichen Zustand mit einem hohen Glockenturm überführt. Heutzutage dient sie als Ort für Festlichkeiten und als Hotelbetrieb.